# Špionica Gornja
Špionica Gornja – wieś w Bośni i Hercegowinie, w Federacji Bośni i Hercegowiny, w kantonie tuzlańskim, w mieście Srebrenik. W 2013 roku liczyła 593 mieszkańców, z czego większość stanowili Boszniacy.